# Sinumelon bednalli
Sinumelon bednalli är en snäckart som först beskrevs av Ponsonby 1904.  Sinumelon bednalli ingår i släktet Sinumelon och familjen Camaenidae. IUCN kategoriserar arten globalt som sårbar. Inga underarter finns listade i Catalogue of Life.